# Liar
Liar – utwór rockowej grupy Queen z albumu Queen (1973), wydany też w 1974 roku przez amerykańską wytwórnię Elektra Records jako singel (w znacznie skróconej wersji). Na stronie B singla umieszczono utwór „Doing All Right”.
Wykonanie na żywo można usłyszeć na albumach: Live at the Rainbow (1974) i A Night at the Odeon (1975). 
Określono go jako reprezentującego m.in. gatunki hard rock, progressive rock i heavy metal.

## Historia powstania
Utwór „Liar” został napisany przez Freddiego Mercury’ego (wtedy jeszcze noszącego swoje prawdziwe nazwisko Freddie Bulsara) w 1970.
Utwór był często wykonywany na koncertach w pierwszych latach działalności zespołu (wykonanie trwało czasami nawet ponad 8 minut), dopóki nie został wyparty z setlisty przez nowsze utwory. Później pojawił się na setliście Queen tylko raz, podczas trasy The Works Tour (wykonywano wtedy jednak krótką, trzyminutową wersję). Podczas trasy Magic Tour zespół wykonywał 20-sekundowe intro do utworu, płynnie przechodząc do Tear It Up.
Zarówno podczas koncertów, jak i w teledysku basista Queen, John Deacon śpiewa (lub udaje, że śpiewa) chórki; nie istnieją jednak wiarygodne źródła potwierdzające lub dementujące ten fakt. Jeśli jest on prawdziwy, to utwór jest jednym z niewielu z repertuaru Queen, w którym Deacon śpiewał.
Z informacji opublikowanych przez EMI Music Publishing wynika, że jest to jeden z trzech utworów Queen (obok „Now I’m Here” i „Under Pressure”), do nagrania których użyto organów Hammonda.
Utwór „Doing All Right” pochodzi z repertuaru grupy Smile i został napisany przez Briana Maya i Tima Staffella, jednak Queen nagrał własną wersję z wokalem Mercury’ego. Mercury naśladuje sposób śpiewania Staffella, jednak sam utwór różni się znacząco od wersji Smile (m.in. udziałem gitary akustycznej i hardrockowym fragmentem pod koniec utworu). Jest to jeden z niewielu utworów Queen, w którym Brian May gra na pianinie. W wersji z albumu Queen at the Beeb ostatnią zwrotkę śpiewa Roger Taylor.

## Lista utworów
Numer katalogowy EK-45884, wydano w Stanach Zjednoczonych
| Nr | Tytuł utworu      | Długość |
| -- | ----------------- | ------- |
| 1. | „Liar”            | 3:03    |
| 2. | „Doing All Right” | 4:09    |
|    |                   | 7:12    |

Numer katalogowy EK-45884, wydano w Stanach Zjednoczonych (wersja promocyjna – dla stacji radiowych)
| Nr | Tytuł utworu         | Długość |
| -- | -------------------- | ------- |
| 1. | „Liar”               | 3:03    |
| 2. | „Liar” (wersja mono) | 3:03    |
|    |                      | 6:06    |